# Amphisbaena hiata
Amphisbaena hiata este o specie de reptile din genul Amphisbaena, familia Amphisbaenidae, ordinul Squamata, descrisă de Montero și Céspedez în anul 2002. Conform Catalogue of Life specia Amphisbaena hiata nu are subspecii cunoscute.